# Sabine von Pfalz-Simmern

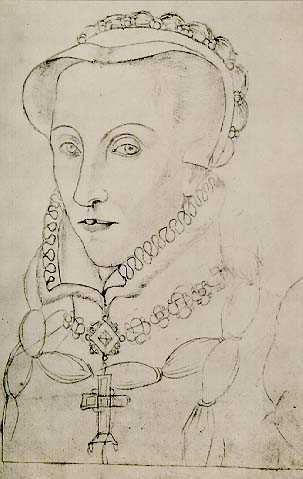
Pfalzgräfin Sabine von Simmern, Gräfin von Egmond

Sabine von Pfalz-Simmern (* 13. Juni 1528; † 19. Juni 1578 in Antwerpen) war durch Heirat Gräfin von Egmond und Fürstin von Gavre. In den Niederlanden wurde die Wittelsbacherin als Sabine von Baiern bekannt.

## Leben
Sabine war eine Tochter des Pfalzgrafen und Herzogs Johann II. von Pfalz-Simmern (1492–1557) aus dessen Ehe mit Beatrix (1492–1535), Tochter des Markgrafen Christoph I. von Baden. Sie war eine Schwester des Kurfürsten Friedrich III. von der Pfalz.
Sie heiratete am 8. April 1544 in Speyer Graf Lamoral von Egmond, Fürst von Gavre (1522–1568). Die Hochzeit wurde im Rahmen des Reichstags von Speyer unter Anwesenheit Kaiser Karls V. und zahlreicher deutscher Reichsfürsten gefeiert. Die Ehe, die von großer politischer Bedeutung war, wurde als äußerst glücklich beschrieben. Die Verbindung mit einer deutschen Reichsfürstin, die in den Niederlanden Sabine von Baiern genannt wurde, erhöhte den Rang Egmonds, der 1546 Ritter vom Goldenen Vlies wurde. Sabine soll den Herzog von Alba auf Knien um das Leben ihres Gemahls angefleht haben, der 1568 in Brüssel enthauptet wurde. Nach dem Tod ihres Mannes lebte Sabine mit ihren Kindern in ärmlichsten Verhältnissen.
Sabine wurde neben ihrem Mann in Sottegem in der Egmondkrypta bestattet. Das Herz Lamorals wurde in einer Herzkapsel auf ihren Sarg gelegt. Der Ort Oud-Beijerland in den Niederlanden ist nach Sabine benannt.

## Nachkommen
Aus ihrer Ehe hatte Sabine folgende zwölf Kinder:
- Eleonore († 1582)

⚭ 1574 Graf Georg d'Hornes von Houtekercke († 1608)
- Maria († 1584), Nonne
- Philipp (1558–1590), Graf von Egmond, Statthalter von Artois

⚭ 1579 Gräfin Marie d'Hornes von Houtekercke
- Franziska († 1589)
- Lamoral II. († 1617), Graf von Egmond

⚭ 1608 Marie de Pierrevive
- Madeleine

⚭ Floris van Stavele, Graf von Herlies
- Maria Christina (1554–1622)

⚭ 1. 1579 Graf Edouard de Bournonville von Henin-Lietard (1533–1585)
⚭ 2. 1587 Graf Guillaume de Lalaing von Hoogstraten (1563–1590)
⚭ 3. Graf Karl II. von Mansfeld (1543–1596)
- Isabella († jung)
- Anna (1560–?), Nonne
- Sabine (1562–1614)

⚭ 1595 Graf Georg Eberhard zu Solms-Lich (1568–1602)
- Johanna (1563–?), Priorin in Brüssel
- Karl (1567–1620), Graf von Egmond, Fürst von Gavre

⚭ 1590 Baronesse Marie de Lens d’Aubigny